# Université Externado de Colombie
L’université Externado de Colombie (en espagnol : Universidad Externado de Colombia) est une université privée de Bogota, la capitale de la Colombie.

## Situation
L'Universidad Externado de Colombie est située à la limite orientale du quartier de La Candelaria, centre historique de Bogotá, au pied du cerro de Guadalupe.
Son campus recouvre une superficie de 65 000 mètres carrés.
À l'extrême nord de Bogota se trouve le lieu de loisirs El Alcázar, avec 14 hecteres d'installations sportives, académiques et culturelles.

## Facultés
L'Universidad Externado de Colombie abrite actuellement des facultés de:
- Administration d'entreprises
- Administration d'entreprises touristiques et hotellières
- Sciences de l'éducation
- Sciences humaines et sociales :  Anthropologie, Philosophie, Géographie, Histoire. Psychologie, Sociologie y Assistant de service social.
- Communication sociale - Journalisme
- Comptabilité publique
- Droit
- Économie
- Études du patrimoine culturel
- Finances, Gouvernement et Relations internationales

## Bois et jardins
Les jardins de l'Universidad Externado de Colombie recèlent 40 000 plantes réparties sur 4 290 mètres carrés et udes zones arborées de 42 430 mètres carrés abritant 5 400 arbres et arbustes.